# Atanus joaquinus
Atanus joaquinus är en insektsart som beskrevs av Rauno E. Linnavuori 1973. Atanus joaquinus ingår i släktet Atanus och familjen dvärgstritar. Inga underarter finns listade i Catalogue of Life.